# Saqqaqcultuur
De Saqqaqcultuur was een Paleo-Eskimocultuur in Groenland. Ze maakte deel uit van de  Arctische kleine werktuigtraditie. De cultuur is vernoemd naar de nederzetting Saqqaq, waar een opgravingsplaats is gevonden, waarin vele archeologische vondsten zijn gedaan. Het is de vroegst bekende archeologische cultuur in het zuiden van Groenland, het bestond van ongeveer 2500 v.Chr. tot 800 v.Chr. De laatste elementen van de Saqqaqcultuur verdwenen ongeveer 300 jaar later. Deze cultuur leefde naast de Independence I-cultuur die zich ontwikkelde rond 2400 v.Chr. en duurde tot ongeveer 1300 v.Chr. Nadat de Saqqaqcultuur verdween, namen de Independence II-cultuur en de vroege Dorsetcultuur hun plaats in. Er is enige discussie over het tijdstip van de overgang tussen de Saqqaqcultuur en de vroege Dorsetcultuur in het westen van Groenland.

## Locaties
Het belangrijkste gebied van de Saqqaqcultuur op West-Groenland is vanaf het district Thule in het noorden tot het district Nanortalik in het zuiden. Er is onduidelijkheid over waar de precieze grenzen in de noordelijke gebieden liggen omdat er een overgangsgebied is naar de Independence I-cultuur. Over het algemeen worden er wel meer artefacten uit de Saqqaqcultuur gevonden dan van enige ander prehistorische cultuur uit de omgeving. Een van de belangrijkste opgravingsplekken op Groenland is op het kleine eiland Nipisat, hier werden van 1984 tot 1992 enkele honderden artefacten opgegraven onder andere pijlen, naalden en harpoenen. Uit  C14-datering werd opgemaakt dat dit eiland bijna een millennium lang door deze cultuur bezocht werd voor korte periodes. Dit kan erop wijzen dat de Saqqaqcultuur een nomadische cultuur was. Uit de datering kan ook worden opgemaakt dat het jagen met harpoenen een vaardigheid was, die pas later ontwikkeld werd. 

## Sociale organisatie
Er zijn geen graven bekend van deze cultuur, zodoende moet de sociale organisatie van de Saqqaq vooral worden gebaseerd op de analyse van woningen, opgravingen en verspreiding van artefacten. Er is echter een groot verschil tussen de gevonden woningen, wat deze analyse bemoeilijkt. Er zijn artefacten gevonden die aantonen dat de Saqqaq leefden in woningen van ongeveer 6 meter lang en 3 tot 4 meter breed met een kleine haard voor tijdens het winterseizoen. Deze woningen waren waarschijnlijk bedoeld voor twee of drie gezinnen. Grotere huizen, die als gemeenschapshuizen konden worden gebruikt, zijn nooit gevonden.
Op rijkere opgravingsplaatsen werden soms tientallen woningen gevonden. Rond deze woningen werden afvalbergen gevonden waarin kon worden opgemaakt dat de Saqqaq voornamelijk leefden van de visvangst en de jacht op kleine walvissen, robben en kariboe. De meest gevonden botten kwamen van kabeljauw en verschillende meeuwen en eenden. Ook werd duidelijk dat er een specifieke rolverdeling in de dorpen was.